# Шигемару Такенокоши
Шигемару Такенокоши (јап. 竹腰 重丸; 15. фебруар 1906 — 6. октобар 1980) био је јапански фудбалер.

## Каријера
Током каријере је играо за Tokyo Imperial University LB.

## Репрезентација
За репрезентацију Јапана дебитовао је 1925. године. Учествовао је и на олимпијским играма 1936. За тај тим је одиграо 5 утакмица и постигао 1 гол.

## Статистика
| Јапан  | Јапан   | Јапан  |
| Година | Наступи | Голови |
| ------ | ------- | ------ |
| 1925.  | 1       | 0      |
| 1926.  | 0       | 0      |
| 1927.  | 2       | 1      |
| 1928.  | 0       | 0      |
| 1929.  | 0       | 0      |
| 1930.  | 2       | 0      |
| Укупно | 5       | 1      |